# 锥腺樱桃
锥腺樱桃（学名：Cerasus conadenia）为蔷薇科樱属的植物，是中国的特有植物。分布于中国大陆的四川、西藏、陕西、云南、甘肃等地，生长于海拔2,100米至3,600米的地区，多生长在山坡林中，目前尚未由人工引种栽培。

## 别名
锥腺樱（经济植物手册）

## 异名
- Prunus conadenia Koehne